# Солечно
Солечно (пол. Sołeczno, нім. Salzwerder) — село в Польщі, у гміні Вжесня Вжесінського повіту Великопольського воєводства.
Населення — 218 осіб (2011).
У 1975-1998 роках село належало до Познанського воєводства.

## Демографія
Демографічна структура станом на 31 березня 2011 року:
|          | Загалом | Допрацездатний вік | Працездатний вік | Постпрацездатний вік |
| -------- | ------- | ------------------ | ---------------- | -------------------- |
| Чоловіки | 117     | 23                 | 85               | 9                    |
| Жінки    | 101     | 17                 | 64               | 20                   |
| Разом    | 218     | 40                 | 149              | 29                   |